# Lola ya Bonobo

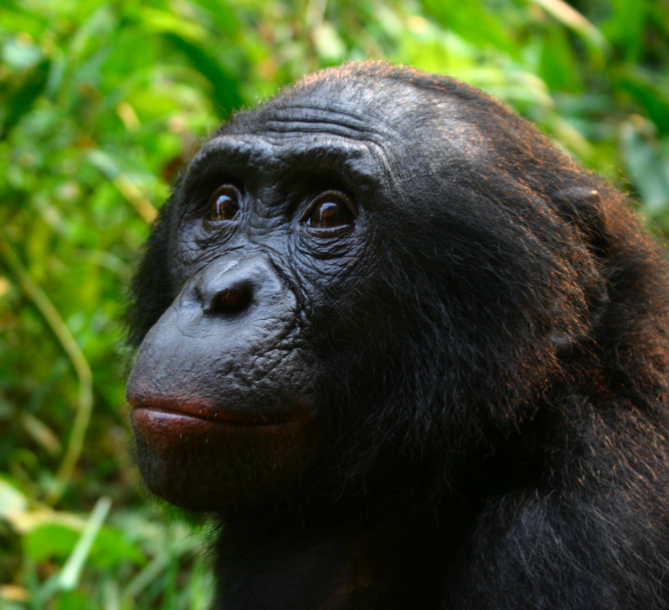
Un bonobo mâle du parc Lola ya bonobo.

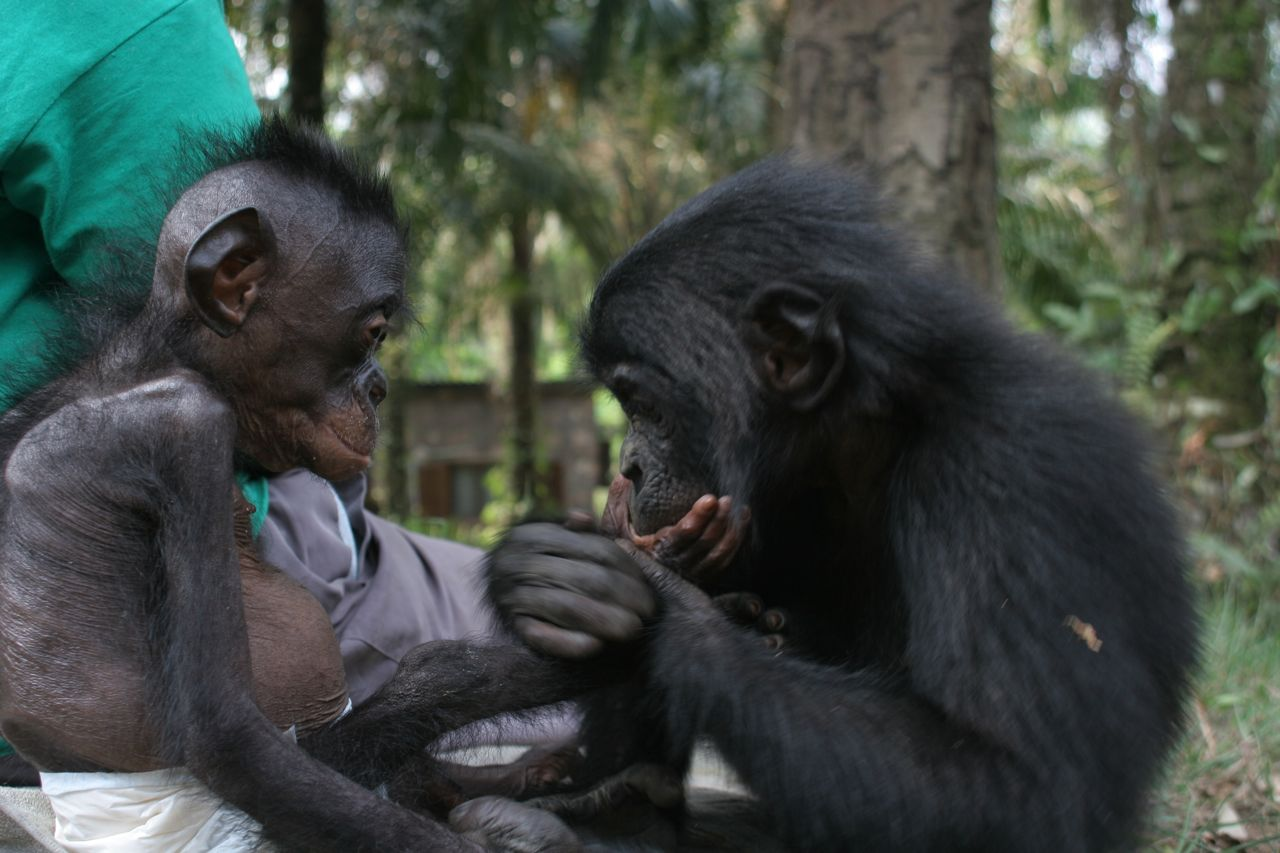
Mwanda et Lomela dans le parc Lola ya bonobo.

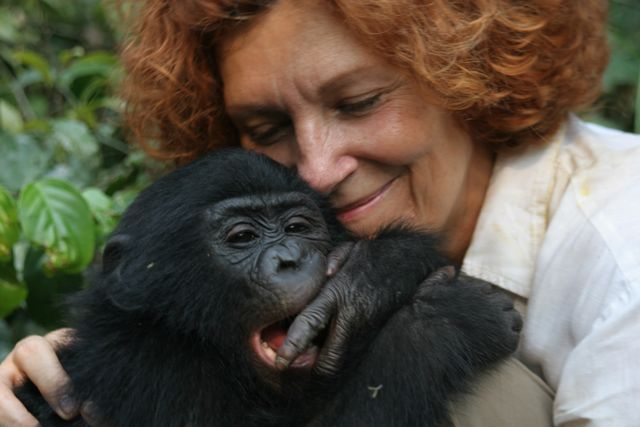
Claudine André et l'un de ses protégés.

Lola ya bonobo, « le paradis des bonobos », est un sanctuaire créé par Claudine André dans le but de recueillir et de sauver des bébés bonobos victimes du braconnage, et, à terme, de les réintroduire dans une réserve naturelle. Il se situe sur la commune de Mont-Ngafula, au sud de Kinshasa, dans la vallée de la Lukaya, en République démocratique du Congo.

## Historique
Lola ya bonobo est fondé par Claudine André en 1994. Un petit bonobo, Mikeno, avait été déposé au jardin zoologique de Kinshasa où elle travaillait comme volontaire. Il avait vraisemblablement été amené à Kinshasa par des trafiquants et ses chances de survie étaient faibles. Elle s'emploie cependant à le sauver, s'en occupant comme s'il s'agissait de son enfant. Rapidement, d'autres bonobos orphelins arrivent et, petit à petit, forment une petite communauté vivant sous sa protection.
Après être passée notamment par l'école américaine de Kinshasa, cette communauté trouve territoire à son goût en 2002, au lieu-dit des petites chutes de la Lukaya (4° 29′ 09″ S, 15° 16′ 02″ E), à quelques kilomètres de la banlieue sud de Kinshasa. Elle compte aujourd'hui une soixantaine de bonobos, protégés et chéris par trois « mamans de substitution » et toute une petite équipe de vétérinaires et de soigneurs.
Le sanctuaire a accueilli divers primatologues qui y ont mené des études approfondies sur les bonobos, notamment Frans de Waal, professeur à Emory, et Zanna Clay, professeure à Durham.

## Ekolo ya Bonobo
La surpopulation menaçant le sanctuaire, Claudine André a tout mis en œuvre pour réintroduire les bonobos en pleine forêt sans qu'ils aient à craindre le braconnage. Une fois réhabilités à Lola ya Bonobo et devenus adultes, des groupes de bonobos sont remis dans un habitat naturel sauvage à Ekolo ya Bonobo, « le pays des Bonobos », en lingala. Cette réserve naturelle de 480 km2 est située dans la forêt équatoriale, à 666 km au nord de Kinshasa. Elle est gérée par l'ONG Les Amis des Bonobos du Congo, en partenariat avec les communautés locales d'Ilonga Poo, Baenga, et Lisafa. Deux groupes de bonobos ont été réintroduits avec succès, l'un en 2008 et l'autre en 2022. Avant leur retour à la nature, les bonobos sont mis en quarantaine afin de prévenir l'introduction de maladies et disposent du temps suffisant pour s'adapter à la liberté et à la vie en forêt.
En juin 2023, un conflit a éclaté entre des membres des communautés locales et l'ONG, pour non-paiement des redevances coutumières prévues. Les protestataires ont tué quatre bonobos et incendié des installations de l'organisation,.